# Lado B do Rio
Lado B do Rio é um veículo jornalístico da mídia alternativa fundado em agosto de 2016, inicialmente como um podcast. Até maio de 2021, o programa foi apresentado pelo advogado e podcaster Alcysio Canette e contava com três comentaristas: os jornalistas Caio Bellandi, Fagner Torres e o economista Daniel Soares. A partir de junho de 2021, a formação da bancada mudou, incluindo novas integrantes na produção e apresentação dos episódios. O programa é publicado, desde sempre, pela produtora de podcasts Central3. 

## História
Considerado por muitos como um dos melhores podcast para entender a política nacional, o Lado B do Rio surgiu em meio a um turbilhão social que vivia o Brasil para debater política, sociedade e cultura através de um olhar vindo de um outro lado do Rio de Janeiro, dada a formação suburbana da maior parte de seus integrantes. A ideia do podcast foi assumir o papel de ser um contraponto opinativo e assumidamente de esquerda frente à mídia hegemônica. Sempre às sextas-feiras, o programa inicialmente era quinzenal, mas já em 2017, passou a ser semanal. Os podcasters do Lado B do Rio já estiverem em diversos encontros sobre comunicação e o programa é constantemente citado em trabalhos acadêmicos sobre o tema  .
No formato tradicional, o Lado B do Rio já recebeu diversos nomes da política institucional do Brasil, como Talíria Petrone, Jean Wyllys, Glauber Braga, Tarcisio Motta, Guilherme Boulos, Natália Bonavides, Fabiano Contarato, Alexandre Padilha e Marcelo Freixo. Também conversou com atletas e ex-atletas, como Ana Moser, Fabi Alvim e Igor Julião, além de artistas populares como BNegão, El Efecto, Luiz Antônio Simas, Caíto Mainier, Leoni, Gregório Duvivier e Manu da Cuíca, além de jornalistas de renome como Jamil Chade, Gabriela Moreira, Cid Benjamin, Cecilia Oliveira e Mário Magalhães e pensadores contemporâneos como Sabrina Fernandes, Virgínia Fontes, Alysson Mascaro e Silvio Almeida.
Atualmente, além do formato tradicional, o veículo publicado também o podcast Lado B Notícias, lançado em 2020 e que vai ao ar semanalmente, às terças-feiras, no formato de pílulas para explicações de um ou dois temas do noticiário nacional e fluminense. Esse formato conta com colunistas semanais as jornalistas Bianca Pyl, Fernanda Castro e Hévilla Wanderley, além da comunicadora Luara Ramos.
Há ainda o formato mensal especial chamado Documento Lado B, cuja intenção é abordar um único tema histórico do brasil e desdobrá-lo de maneira leve, com contextualização, curiosidades, trechos de matérias e entrevistas, análises históricas de caráter não-oficial, entre outros. Este programa já destrinchou a história do Verão da Lata, do Referendo de 1993 e de Leonel Brizola.

## Desempenho
O podcast Lado B do Rio consta regularmente entre os 50 podcasts de notícias mais ouvidos da Apple Podcastse, por vezes, figura entre os 50 podcasts mais ouvidos do Brasil na plataforma. Também já figurou algumas vezes entre os 100 podcasts mais ouvidos do Spotify e entre os 20 principais de notícias da plataforma. No primeiro semestre de 2021 o podcast teve 301 mil downloads nas plataformas que está disponível, tendo 47 programas publicados e totalizando em média 6,4 mil downloads por programa. Já no Youtube contou com mais de 15 mil visualizações, mais de 211 mil impressões totalizando quase 20 horas de visualização de seus vídeos. 

## Outras mídias
O Lado B do Rio também têm forte penetração nas redes sociais, onde conta com mais de 51 mil seguidores somando os perfis do Facebook, Twitter, Youtube e Instagram. Também conta com um site onde são publicadas notícias e artigos assinados pelos membros do podcast e colunistas, com destaque para a comunicadora Lana de Holanda. No YouTube, investe em vídeos temáticos onde falam sobre política e sociedade enquanto cozinham ou jogam games, além de transmissões ao vivo, entre outros.

## Na mídia
O podcast, demais mídias e seus participantes costumam ter espaço tanto na mídia tradicional quanto na mídia independente comentando assuntos de política nacional , comunicação, sociedade, política internacional, economia, negritude,  entre outros.